# 致命武器 (電視劇)
《致命武器》（英語：Lethal Weapon）是一部於Fox播出的美國電視劇，改編自沙恩·布萊克的同名系列電影。該劇於2016年9月21日首播。2016年10月12日，Fox宣布預訂全季集數18集。2017年2月22日，Fox續訂該劇的第二季。第二季定於2017年9月26日起播出，共22集。
第二季播出中期，由於主演之一的克雷恩·柯洛佛被指控行為不當（多次與劇組及演員們產生對立）而在該季播畢後，他便被Fox開除。2018年5月13日，Fox續訂第三季，且由西恩·威廉·史考特飾演一名新角色，以來取代柯洛佛擔任主角。第三季於2018年9月25日起播出，共15集。
2019年5月10日，該劇被Fox宣布取消。

## 劇情
故事敘述洛杉磯是座犯罪率相當高的城市，羅傑·墨陶和馬丁·瑞格是洛杉磯警局中的警探搭檔，兩人必須聯手共同解決城市中發生的各種大小犯罪事件，但也因此惹出一連串的麻煩。

## 演員
| 演員                                 | 角色                                 | 粵語配音 （TVB） | 季度 | 季度 | 季度 |
| 演員                                 | 角色                                 | 粵語配音 （TVB） | 1    | 2    | 3    |
| ------------------------------------ | ------------------------------------ | ---------------- | ---- | ---- | ---- |
| 戴蒙·韋恩斯 Damon Wayans             | 麥羅 Roger Murtaugh                  | 陳卓智           | 主演 | 主演 | 主演 |
| 克雷恩·柯洛佛 Clayne Crawford        | 韋馬田 Martin Riggs                  | 蘇強文           | 主演 | 主演 |      |
| 喬丹娜·布魯斯特 Jordana Brewster     | 賈慕蘭 Maureen Cahill                | 黃玉娟           | 主演 | 主演 | 主演 |
| 凱莎·夏普 Keesha Sharp               | 麥翠絲 Trish Murtaugh                | 謝潔貞           | 主演 | 主演 | 主演 |
| 凱文·拉姆 Kevin Rahm                 | 艾保霖 Brooks Avery                  | 陳欣             | 主演 | 主演 | 主演 |
| Johnathan Fernandez                  | 百納（史高西斯） Bernard "Scorsese"  | 李致林           | 主演 | 主演 | 主演 |
| 蜜雪兒·米契諾 Michelle Mitchenor     | 貝淑雅 Sonya Bailey                  | 詹健兒           | 主演 | 主演 | 主演 |
| Chandler Kinney                      | 麥穎娜 Riana Murtaugh                | 何寶珊           | 主演 | 主演 | 主演 |
| Dante Brown                          | 麥永志／麥兆杰 Roger "RJ" Murtaugh Jr. | 陳灝瑋           | 主演 | 主演 | 主演 |
| 西恩·威廉·史考特 Seann William Scott | Wesley Cole                          |                  |      |      | 主演 |

### 主要演員
- 戴蒙·韋恩斯 飾 羅傑·墨陶（Roger Murtaugh，港譯：麥羅杰）（粵語配音：陳卓智）

馬丁的搭檔。洛杉磯警局的兇殺偵緝組警探，個性正直、刻板但愛護家庭。有心臟方面的毛病。本因自己的年紀而打算退休，但仍決定重回工作崗位。對於馬丁的衝動行徑感到頭痛，且不得不與他共同冒險。
- 克雷恩·柯洛佛 飾 馬丁·瑞格（Martin Riggs，港譯：韋馬田）（粵語配音：蘇強文）

羅傑的搭檔。前海豹突擊隊隊員和德克薩斯州的警察，後被調到洛杉磯警局的兇殺偵緝組。個性火爆、衝動，在失去妻小後，變得有著自殺傾向。在經過莫琳開導和與羅傑相處後，漸漸地走出傷痛。
- 西恩·威廉·史考特 飾 衛斯里·柯爾（Wesley Cole）

前CIA探員。因在一次任務中意外害死他人而退職，並為了親近妻女而至洛杉磯警局任職員警。後調職至兇殺偵緝組並成為了羅傑的新搭檔。
- 喬丹娜·布魯斯特 飾 莫琳·卡希爾醫生（Dr. Maureen Cahill）（粵語配音：黃玉娟）

洛杉磯警局的心理醫生，負責輔導馬丁走出傷痛。
- 凱莎·夏普 飾 崔西·墨陶（Trish Murtaugh，港譯：麥翠絲）（粵語配音：謝潔貞）

羅傑的妻子與堅強的律師。
- 凱文·拉姆 飾 布魯克斯·艾利警監（Captain Brooks Avery，港譯：艾保霖）（粵語配音：陳欣）

洛杉磯警局的警監。馬丁和羅傑的上司，時常對兩人誇張的行徑感到頭痛。
- 蜜雪兒·米契諾 飾 警探索尼婭·貝利（Detective Sonya Bailey，港譯：貝淑雅）（粵語配音：詹健兒）

洛杉磯警局的兇殺偵緝組警探。
- Johnathan Fernandez 飾 史柯西斯（Scorsese，港譯：史高西斯）（粵語配音：李致林）

洛杉磯警局的法醫。
- Dante Brown 飾 小羅傑·「RJ」·墨陶（Roger "RJ" Murtaugh Jr.，港譯：麥永志／麥兆杰）（粤語配音：陳灝瑋）

羅傑和崔西的十幾歲兒子。
- Chandler Kinney 飾 蕾娜·墨陶（Riana Murtaugh，港譯：麥穎娜）（粵語配音：何寶珊）

羅傑和崔西的十幾歲女兒。

### 常駐演員
- 芙蘿莉安娜·利瑪 飾 米蘭達·瑞格（Miranda Riggs，港譯：韋美蓮）（粵語配音：曾秀清）

馬丁的已逝妻子，在懷孕期間出車禍而亡。
- 李察·卡布拉爾 飾 警探亞歷山卓·「亞歷士」·克魯斯（Detective Alejandro "Alex" Cruz，港譯：古亞歷）（粵語配音：鍾見麟）

洛杉磯警局的前毒品調查科警探，後調職至兇殺偵緝組。因曾待過幫派等複雜組織，而擁有許多線人。
- 托尼·普蘭納 飾 羅尼·德爾加多（Ronnie Delgado，港譯：狄朗尼／杜朗然）（粵語配音：張炳強）

洛杉磯律師。米蘭達的父親，馬丁的岳父。
- 海莉·柏頓 飾 凱倫·帕瑪（Karen Palmer，港譯：龐嘉琳）（粵語配音：鄭麗麗）

DEA探員，有時會與羅傑和馬丁處理毒品相關的案件，與馬丁關係曖昧。
- 湯瑪斯·雷蒙 飾 李歐·蓋茲（Leo Getz，港譯：賈里奧）（粵語配音：招世亮）

私家律師，個性古怪，在經歷謀殺事件後與羅傑和馬丁成為朋友。
- 蜜雪兒·赫德 飾 吉娜·桑托斯（Gina Santos，港譯：薩珍娜）（粵語配音：許盈）

警察高層，被派來取代艾利的職權。
- Andrew Creer 飾 柴克·鮑曼（Zach Bowman，港譯：布撒克）（粵語配音：曹啟謙）

年輕的警探，貝利的新搭檔。
- 克莉絲汀·古托斯基 飾 莫莉·韓德里克斯（Molly Hendricks，港譯：孔莫莉）（粤語配音：林元春）

馬丁的童年朋友和朋友傑克的前妻。
- 瑞斯·林恩 飾 奈森·瑞格（Nathan Riggs）（粵語配音：馮錦堂）

馬丁的父親，也是他童年的惡夢。
- 瑪姬·勞森 飾 娜塔莉·弗林（Natalie Flynn）

柯爾的前妻，是一名醫生。
- 麥凱泰·威廉遜 飾 湯姆·巴恩斯（Tom Barnes）

柯爾的前長官。
- Shay Rudolph 飾 瑪雅·弗林（Maya Flynn）

柯爾和娜塔莉的女兒。
- Paola Lazaro 飾 露易莎·「古特」·古鐵雷斯警探（Detective Luisa "The Gute" Gutierrez）

貝利的新搭檔，前臥底警探。

## 集數
| 季數 | 集数 | 集数 | 首播日期      | 首播日期      |
| 季數 | 集数 | 集数 | 首映          | 季终          |
| ---- | ---- | ---- | ------------- | ------------- |
| 1    | 18   | 18   | 2016年9月21日 | 2017年3月15日 |
| 2    | 22   | 22   | 2017年9月26日 | 2018年5月8日  |
| 3    | 15   | 15   | 2018年9月25日 | 2019年2月26日 |

## 外部連結
- 互联网电影数据库（IMDb）上《致命武器》的资料（英文）

## 節目變遷
| 香港無綫電視明珠台 星期二 22:40-23:35/23:40  | 香港無綫電視明珠台 星期二 22:40-23:35/23:40  | 香港無綫電視明珠台 星期二 22:40-23:35/23:40                                             |
| -------------------------------------------- | -------------------------------------------- | --------------------------------------------------------------------------------------- |
|                                              | 轟天炮（第一季） （2017.10.10 - 2018.02.06） |                                                                                         |
| 行屍（第六季） （2017.06.20 - 2017.10.03）   | 閃電俠（第四季） （2018.02.13 - 2018.07.24） |                                                                                         |
| 閃電俠（第四季） （2018.02.13 - 2018.07.24） | 轟天炮（第二季） （2018.07.31 - 2018.12.25） | 假日影院:猴子王國 （2019.01.01） （21:35-23:15）寵物學園 （2019.01.01） （23:15-23:45） |